# Puy Griou
Der Puy Griou ist einer der höchsten Gipfel der Monts du Cantal im Zentralmassiv. Er liegt auf einer Höhe von 1694 m auf dem Gebiet der Gemeinde Laveissière. Der Berg ist vulkanischen Ursprungs und teilt die Flusstäler von Cère und Jordanne.

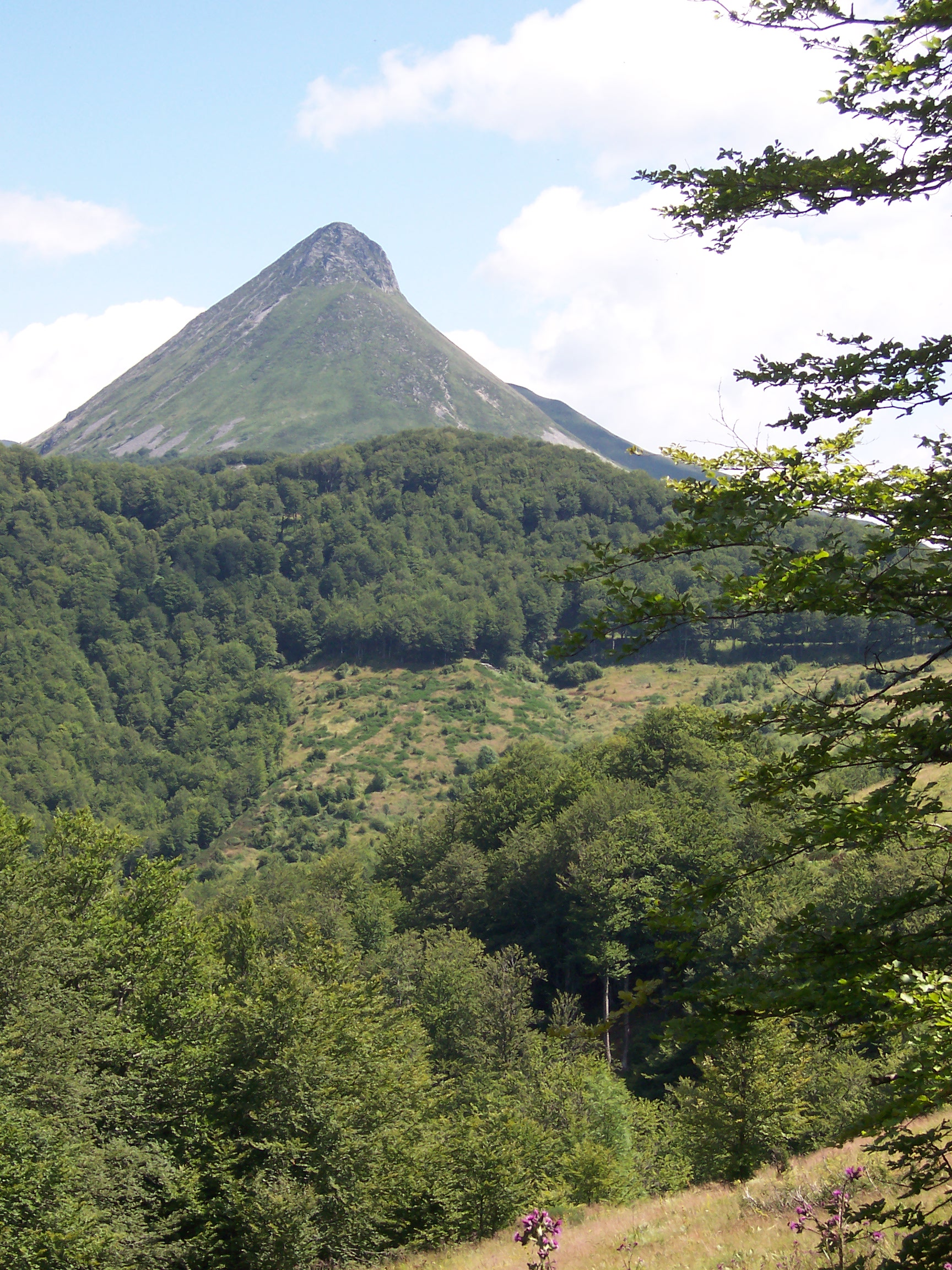
Puy Griou